# Fungiacyathus paliferus
Fungiacyathus paliferus är en korallart som först beskrevs av Alcock 1902.  Fungiacyathus paliferus ingår i släktet Fungiacyathus och familjen Fungiacyathidae. Inga underarter finns listade i Catalogue of Life.